# Divisió de Gorakhpur
La divisió de Gorakhpur és una entitat administrativa de l'estat d'Uttar Pradesh a l'Índia amb capital a Gorakhpur. És formada pels districtes de Gorakhpur, Kushinagar, Devaria i Maharajganj. El 1901 estava formada per tres districtes: Gorakhpur, Basti, Azamgarh. La formaven 19.135 pobles. Gorakhpur era la principal (llavors tenia 64.148 habitants). Incloïa el lloc de Kapilavastu lloc de naixement de Buda, al nord del districte de Basti. La divisió fou creada a finals del segle XIX. Els seus rius principals eren el Rapti Occidental i el Petit Gandak. La superfície era de 24.393 km² i la població era: : 4.810.016 (1872); 5.852.386 (1881), : 6.508.526 (1891) i 6.333.012 (1901).